# Cornus racemosa
Die Pflanzenart Cornus racemosa gehört zur Gattung Hartriegel (Cornus) in der Familie der Hartriegelgewächse (Cornaceae). Sie ist im nordöstlichen Teil Nordamerikas verbreitet und wird dort „Gray Dogwood“ genannt.

## Beschreibung, Phänologie und Ökologie

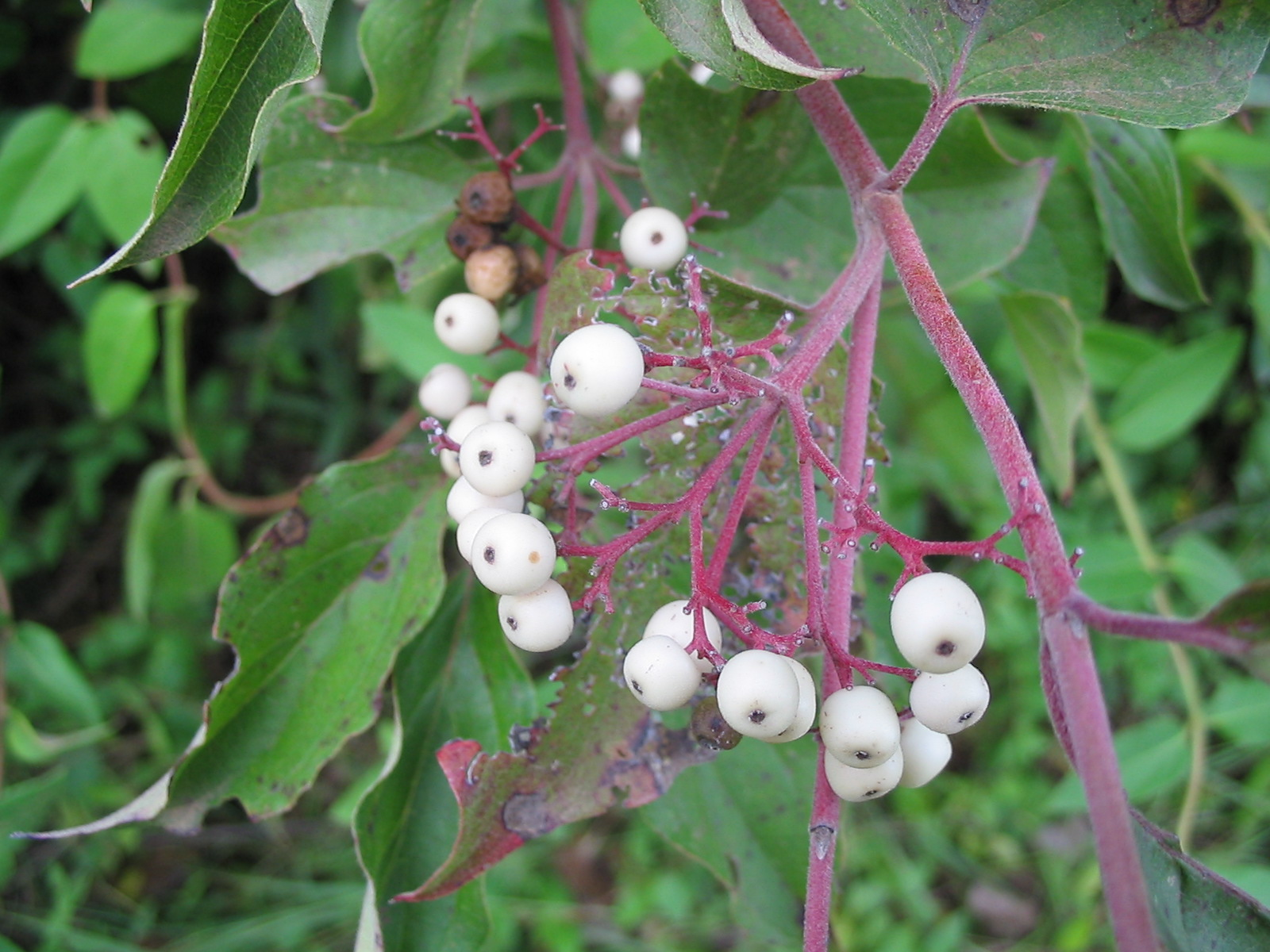
Fruchtstand mit Steinfrüchten

Cornus racemosa wächst als laubabwerfender Strauch, der Wuchshöhen von 1,5 bis 4 Metern erreicht, in Ausnahmefällen auch bis 8 Meter. Seine Äste sind aufsteigend und stark verzweigt. Die Rinde junger Zweige ist rot-braun bei älteren grau gefärbt. Durch zahlreiche Ausläufer können an geeigneten Standorten ausgedehnte Dickichte entstehen.
Die gegenständigen Laubblätter sind 6 bis 10 Zentimeter lang. Der Blattaustrieb erfolgt Anfang April, der Blattfall Ende Oktober. Die Herbstfärbung ist ein dunkles Karminrot.
Die Blütezeit reicht von etwa Mai bis Juli. Die Blüten stehen in einem trugdoldigen Blütenstand zusammen. Die Blütenstiele sind grün, sie färben sich bis zur Fruchtreife leuchtend rot. Die zwittrigen Blüten sind vierzählig mit doppelter Blütenhülle. Die vier freien Kronblätter sind gelblich-weiß. Die weiße Steinfrucht enthält einen einzelnen mehr oder weniger kugeligen Steinkern. Die Früchte reifen etwa von August bis Oktober. Die Frucht wird hauptsächlich durch Vögel ausgebreitet, aber auch verschiedene Säugetiere fressen sie. 
Die Chromosomenzahl beträgt 2n = 22.

## Vorkommen

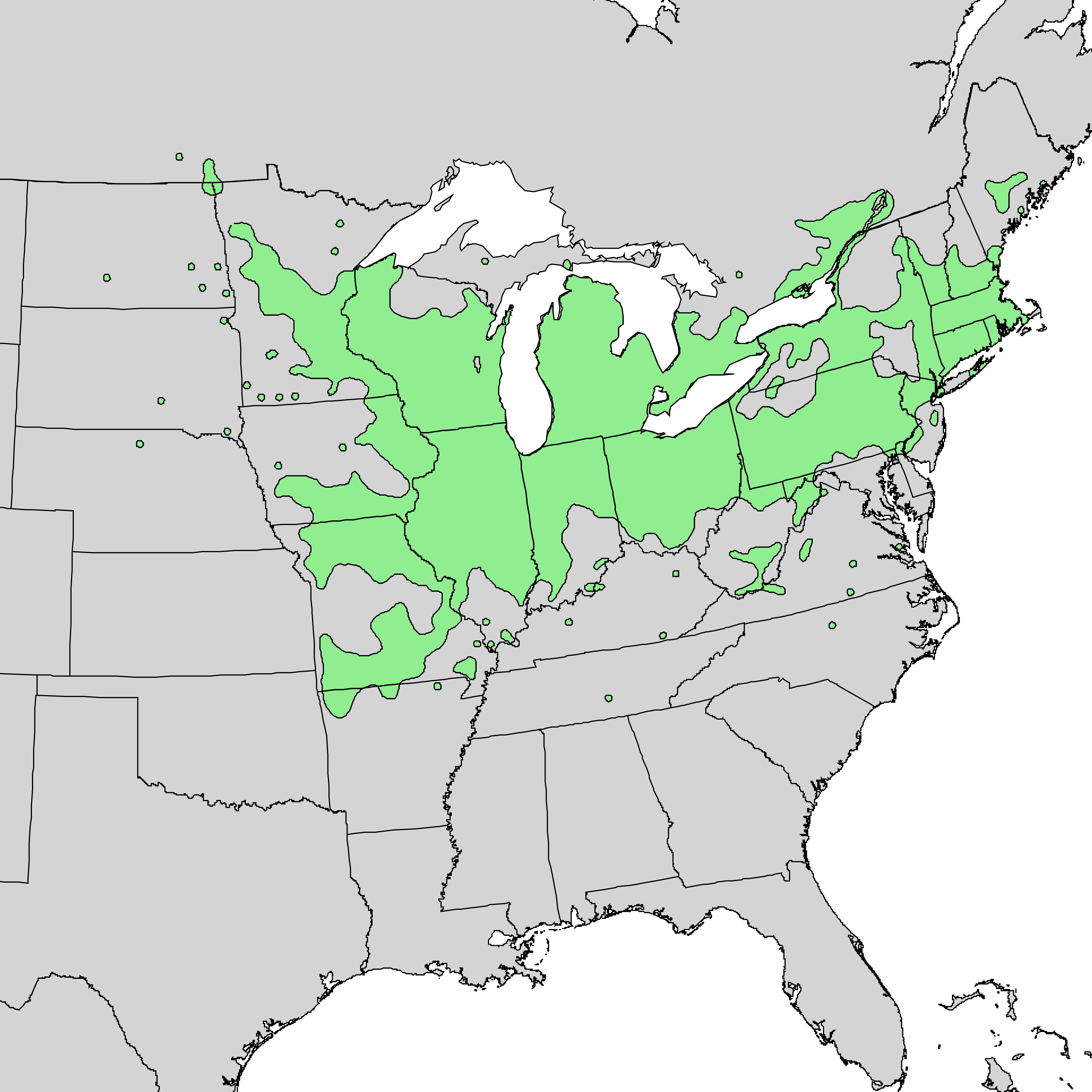
Verbreitungsgebiet

Die Heimat von Cornus racemosa ist das nordöstliche Nordamerika, etwa in einem Band südlich der Großen Seen, von der Küste Maines und New Yorks bis zum Beginn der Prärien.
Cornus racemosa wächst dort auf unterschiedlichen Standorten, in offenen Wiesen und Waldlichtungen, an Bächen, Straßenrändern und Waldrändern. Er ist nicht so sehr an feuchten Boden gebunden wie ähnliche nordamerikanische Hartriegel, etwa der Seidige Hartriegel (Cornus sericea).
Vergesellschaftet ist Cornus racemosa mit den vielfältigen Baumarten der nordamerikanischen Wälder, besonders Eichen- sowie Ahorn-Arten, dem Hickory und der Amerikanischen Linde. Er gedeiht dort im Unterwuchs sehr häufig, zusammen mit Viburnum acerifolium und Wildem Wein (Parthenocissus quinquefolia).

## Verwendung
Im natürlichen Verbreitungsgebiet nutzt man das rasche Wachstum und die wurzelnden Ausläufer, um Bodenerosion zu vermeiden. In Europa wird Cornus racemosa nur selten als Zierpflanze verwendet.